# 270-279
De jaren 270-279 (van de christelijke jaartelling) zijn een decennium in de 3e eeuw.

## Belangrijke gebeurtenissen
- 270 : Keizer Claudius Gothicus sterft aan de pest van Cyprianus en wordt opgevolgd door Aurelianus.
- 271 : Slag bij Pavia. De Alemannen worden definitief verslagen.
- 271 : Begin van de bouw van de Aureliaanse Muur.
- 272 : Aurelianus neemt koningin Zenobia gevangen, dit betekent het einde van het Palmyreense Rijk.
- 274 : De Slag bij Châlons betekent het einde van het Gallische keizerrijk.
- 274 : Aurelianus voert een nieuwe munt in, de Aurelianianus.
- 275 : Keizer Aurelianus, Restitutor Orbis, wordt vermoord.
- 276 : Driekeizerjaar. Tacitus, Florianus en Probus.
- 276 : De Franken steken de Rijn over en nemen met succes Colonia Ulpia Traiana (huidige Xanten in Duitsland) in. Dit betekent het einde van de stad als burgerlijke nederzetting.

## Belangrijke personen
- Aurelianus
- Marcus Aurelius Probus

<< · 270 · 271 · 272 · 273 · 274 · 275 · 276 · 277 · 278 · 279 · >>
<< · 200-209 · 210-219 · 220-229 · 230-239 · 240-249 · 250-259 · 260-269 · 270-279 · 280-289 · 290-299 · >>